# 문순호
문순호(지호)(1981년 3월 15일 ~ )는 대한민국의 전직 축구 선수로 현역 시절 포지션은 공격수였다.

## 구단 경력
경기도 성남시 출생으로 풍생고등학교와 단국대학교를 거쳐 2004년 당시 내셔널리그 소속팀인 강릉시청 축구단에 합류한 뒤 2005년까지 팀의 백업 공격수로 활동하며 2004년 내셔널리그 준우승에 일조했다.
2007년 같은 내셔널리그의 인천 코레일로 이적하여 팀의 전·후기리그 3위 입상에는 일조했으나 무릎 부상으로 인해 출전 기회를 많이 부여받지 못했다.
2007 시즌 이후 한국인 선수들로만 구성된 싱가포르 프리미어리그 소속팀 슈퍼 레즈에 입단하여 리그 준우승과 싱가포르 리그컵 준우승에 크게 기여했다.
2008 시즌을 마친 후 내셔널리그의 천안시청 축구단 이적을 통해 1년만에 다시 국내로 복귀하여 팀의 슈퍼 서브로 활동했다.
2011년 싱가포르 프리미어리그 소속팀인 우드랜즈 웰링턴 이적을 통해 3년만에 싱가포르 리그로 복귀한 뒤 2014 시즌까지 공식전 108경기 38골을 터뜨리며 2013 시즌 싱가포르 리그컵 4강 진출에 크게 기여했고 특히 2013 시즌에서는 리그 25경기 15골로 탬피니스 로버스의 알렉산다르 주리치와 함께 공동 득점왕에 등극하는 영예를 안았으며 2014 시즌 종료 후 은퇴를 선언했다.

## 수상

### 클럽
강릉시청 축구단
- 내셔널리그 : 준우승 (2004)

인천 한국철도 축구단
- 내셔널리그 : 3위 (2007 전·후기리그)

 슈퍼 레즈
- 싱가포르 프리미어리그 : 준우승 (2008)
- 싱가포르 리그컵 : 준우승 (2008)

 우드랜즈 웰링턴
- 싱가포르 리그컵 : 4강 (2013)

### 개인 수상
- 싱가포르 프리미어리그 득점상 : 2013 (15골 / 공동 수상)